# Rap Devil
Rap Devil (reso graficamente RAP DEVIL) è un dissing del rapper statunitense Machine Gun Kelly. Pubblicato il 3 settembre 2018 da Bad Boy Records e Interscope Records, è prodotto da Ronny J e successivamente diviene il singolo dell'EP Binge. Il titolo si riferisce al brano Rap God di Eminem ed è una risposta al singolo Not Alike presente in Kamikaze. Rap Devil raggiunge il tredicesimo posto nella Hot 100.
Il dissing genera Killshot, risposta di Eminem che chiude la faida per via della decisione di MGK di non replicare.

## Tracce
Testi e musiche di Colson Baker, Ronald Spence Jr. e Nils Noehden.
1. Rap Devil – 4:46

## Classifiche
| Classifica (2018)        | Posizione massima |
| ------------------------ | ----------------- |
| Australia                | 45                |
| Canada                   | 9                 |
| Irlanda                  | 11                |
| Nuova Zelanda            | 24                |
| Regno Unito              | 15                |
| UK R&B                   | 9                 |
| Scozia                   | 21                |
| Stati Uniti              | 13                |
| US Hot R&B/Hip-Hop Songs | 10                |
| US Hot Rap Songs         | 9                 |
| Svezia                   | 82                |